# دونالد روس
دونالد روس (بالإنجليزية: Donald Ross)‏ هو جراح وطبيب جنوب أفريقي، ولد في 4 أكتوبر 1922 في كيمبرلي في جنوب أفريقيا، وتوفي في 7 يوليو 2014 في لندن في المملكة المتحدة.